# Vehicle Assembly Building
Het Vehicle Assembly Building (voorheen Vertical Assembly Building), afkorting VAB, is de assemblagehal waarin gedurende enkele decennia Amerikaanse bemande ruimtetuigen op hun draagraket gemonteerd werden. Dit was het geval voor alle vluchten uitgevoerd met Apollo-ruimtecapsules en voor alle shuttlevluchten. Het is het gebouw met het grootste interne volume in één enkele ruimte. Het bevindt zich op Kennedy Space Center in Florida. Rond 2015 werd het gebouw gerestaureerd en is High Bay-3 aangepast voor assemblage van de Space Launch System-raketten die vanaf 2019 eens per drie jaar zou moeten vliegen. High Bay-4 was in gebruik voor de assemblage van Spaceshuttle-boosters en is nu in gebruik voor de assemblage van SLS-boosters die uit voormalige shuttlebooster segmenten zijn opgebouwd. Ook staan ongebruikte "high bay's" te huur. NASA en Northrop Grumman waren een leasecontract overeengekomen voor "High Bay-2". Northrop Grumman’s raket de OmegA moest daar dan vanaf 2021 geassembleerd gaan worden. Die raket is echter in 2020 geannuleerd en gedane aanpassingen worden ongedaan gemaakt.

## Afmetingen

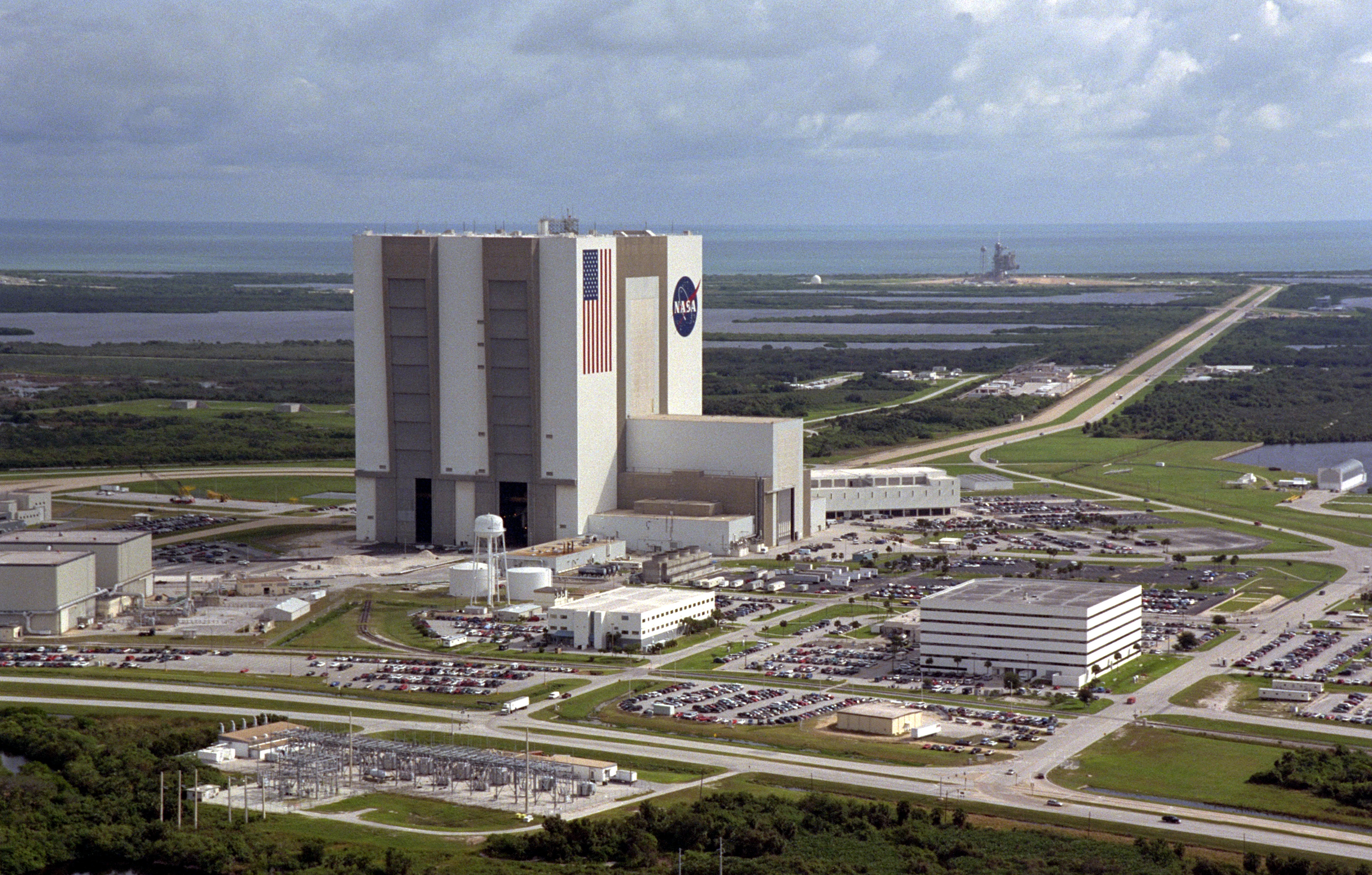
Het Vehicle Assembly Building. Op de achtergrond het lanceercomplex 39A

Het VAB heeft een lengte van 218 meter, een breedte van 158 meter en een hoogte van 160 meter. De montagehal heeft een volume van 3.664.883 m³, waarin de 110 m hoge Saturnus V-raketten rechtopstaand konden worden gemonteerd op de crawler, een verrijdbaar platform dat de raket vervolgens naar het lanceerplatform bracht. De 139 meter hoge deuren bestaan uit overlappende segmenten die naar boven worden opgetrokken, een operatie die 45 minuten duurt. Het VAB bezit vier dergelijke gesegmenteerde deuren, die elk toegang geven tot een montageplaats, die men high bay noemt. Het werd gebouwd in 1966. Toen het gebouw werd ontworpen werd er rekening mee gehouden dat er later nog veel grotere raketten dan de Saturnus V zouden worden ontworpen. De dragende constructie en het dak van het VAB werden daarom zodanig ontworpen dat het gebouw bij een verbouwing betrekkelijk simpel zou kunnen verhoogd zonder het dak volledig te hoeven demonteren.
Aan de zuidkant van het VAB bevindt zich een lager gebouw met een hoogte van 64 meter waarin voorbereidende werken werden uitgevoerd aan rakettrappen van het Apolloproject, en later aan de Space Shuttle. Aan de voet van het VAB staat het lanceercentrum, van waaruit de aftelprocedure, de eigenlijke lancering en de eerste seconden van een ruimtevlucht werden gecoördineerd, waarna de controle aan het controlecentrum in Houston werd overgedragen.
Het VAB is zo groot dat er binnen een microklimaat kan ontstaan waarbij zich wolken kunnen vormen en zelfs lichte regenbuien kunnen ontstaan. Het is daarom dat er vaak luiken van de highbays boven in het VAB geopend zijn zodat het goed geventileerd wordt.

## Gebruik
Het gebouw is bij het grote publiek het best bekend als montagehal van de 110 meter hoge Saturn V-raketten, maar werd voor ook gebruikt voor de kleinere Saturn IB. Deze raket werd gebruikt voor de bemande vluchten Apollo 1, Apollo 7, Skylab 2, Skylab 3, Skylab 4 en het ASTP. Apollo 1 en Apollo 7 werden echter op Lanceercomplex 34 dat zijn eigen mobiele integratietoren had geassembleerd. Na sluiting van complex 34 werden de Saturnus IB raketten op een stellage gemonteerd zodat de Apollocapsule zelf op dezelfde hoogte kwam te liggen als bij een Saturn V.
Ook alle bemande en onbemande vluchten met de Saturn V werd de raket in het VAB gemonteerd. De verschillende trappen, de Apollo zelf en eventueel de maanlander werden op verschillende plaatsen in de VS gebouwd en hier samengebracht. Ze werden vervolgens door enorme kranen in het gebouw omhoog gehesen. De raketten werden dus in verticale stand gemonteerd, in tegenstelling tot de Russische Sojoez-raket, die in horizontale stand naar het lanceerplatform werd gebracht en pas daar werd opgericht. In het VAB werden op regelmatige hoogtes verschuifbare vloeren voorzien met cirkelvormige uitsparingen die rond de raket pasten.
Later gebeurde hetzelfde met de shuttle: de externe tank en de twee herbruikbare stuwraketten werden gemonteerd in de westelijke high bays. De shuttle zelf werd nadien op deze combinatie bevestigd in een van de twee oostelijke high bays. Een van de deuren werd met 12m verbreed om de shuttle combinatie te kunnen doorlaten. High Bay 1 en 3 werden voor de assemblage van de Spaceshuttle gebruikt. High Bay-2 en 4 werden gebruikt als inspectiefaciliteit om de externe tanks te inspecteren voor dat deze geassembleerd werd. High Bay-2 werd begin jaren 2000 ingericht als hangar waarin een volledig geassembleerde Spaceshuttle kon worden gestald als er een orkaan op de spacecoast afkwam. Dit is echter nooit gebeurd. Wel werd de Atlantis voorafgaand aan vlucht STS-106 in High Bay-2 getest.

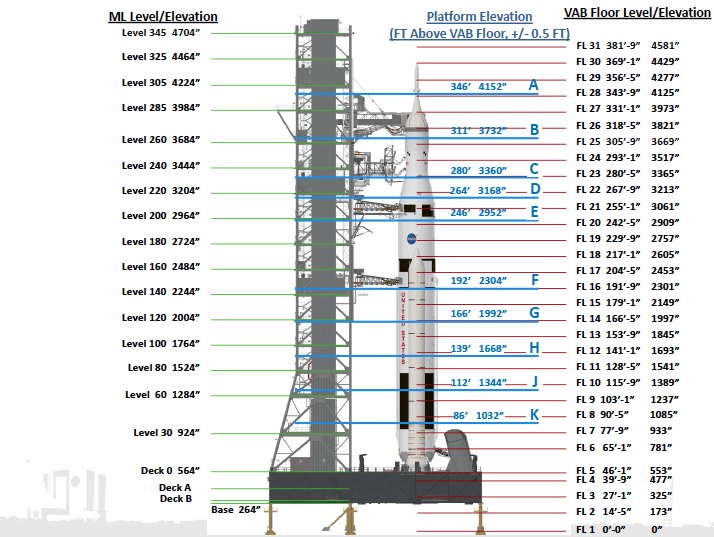
Plan voor de installatie van tien SLS block I-werkplatforms In het VAB

Na het beëindigen van het Space Shuttleprogramma werd het VAB buiten bedrijf gesteld en voor Space Launch System (SLS) assemblage aangepast. Op verschillende plaatsen in de Verenigde Staten worden anno 2015 onderdelen voor de eerste SLS raket gebouwd en getest. In 2019 moet deze raket in het VAB worden geassembleerd. Voor de eerste uitvoering van het SLS (block I) zijn in 2016 tien op maat gemaakte werkplatforms in High Bay-3 geplaatst. In oktober 2019 begon NASA in het VAB met de hijsinstallaties te oefenen met behulp van de SLS-pathfinder. Dat is een mockup van een SLS Core-stage, oftewel: een stalen constructies met de vorm en het gewicht van een echte core-stage. In 2021 werd begonnen met de assemblage van de eerste SLS-raket in de highbay. In maart 2022 verliet die volledig geassembleerde raket voor de eerste maal het VAB.